# Mantis emortualis
Mantis emortualis är en bönsyrseart som beskrevs av Henri Saussure 1869. Mantis emortualis ingår i släktet Mantis och familjen Mantidae. Inga underarter finns listade i Catalogue of Life.